# Watoto兒童合唱團
Watoto兒童合唱團是一個由非洲孤兒組成的合唱团，总部於乌干达坎帕拉的Watoto教會（以前是坎帕拉五旬节教堂）。  1994年開始每年都會到世界各地巡迴演出，每次由18至22個兒童組成。 
Watoto在斯瓦希里语中的意思是“儿童”。该合唱团由在艾滋病流行或战争中失去一个或两个父母的孩子组成。 合唱团曾於亚洲，澳大利亚，巴西，加拿大，中国，德国，以色列，荷兰，新西兰，英国，美国和其他多個国家巡迴演出。合唱团与几位成人组成团队一起出国演出，成人负责照顾孩子，并管理旅途中的日常事务。
他们的表演融合了非洲本土韵律、当代福音音乐及创意舞蹈。他们发行了几张专辑，包括Mambo Sawa和Beautiful Africa 。他们的最新专辑Signs and Wonders的特色是在整个巡回演唱会中播放现场音乐。 
他们与许多艺术家一起演出。他们也曾在不同场合去过英国国会大厦、加拿大国会、澳大利亚国会以及白宫等。 
Watoto的部门还包括Watoto關懷兒童事工，三个婴儿之家，社会工作服务，诊所，牧养和门徒训练，三所小学，一所高中，一所职业学校等。所有这些设施都位于教堂，为一些脆弱的孤儿和儿童而建的儿童村。